# Lee Chae-won
Pour les articles homonymes, voir Lee.
Dans ce nom, le nom de famille précède le nom personnel.
Lee Chae-Won (en coréen : 이 채원), née le 7 avril 1981 à Pyeongchang, est une fondeuse sud-coréenne.

## Biographie
Lee Chae-Won participe à ses premières compétitions internationales en 1999.
Elle fait ses débuts en Coupe du monde en novembre 2001 à Kuopio. Dans cette compétition, elle obtient un résultat dans le top trente en 2017, lors du skiathlon à Pyeongchang, terminant douzième.
Au niveau continental, elle remporte quatre fois le classement général de la Coupe d'Asie orientale en 2011, 2017, 2020 et 2021.
Elle compte cinq participations aux Championnats du monde entre 2005 et 2015, enregistrant son meilleur résultat aux Championnats du monde 2011 à Oslo avec une 47e place au skiathlon.
Aux Jeux olympiques d'hiver de 2002, elle est 46e du quinze kilomètres libre, 54e du dix kilomètres classique et 52e du sprint libre.
Aux Jeux olympiques d'hiver de 2006, elle est 57e de la poursuite, 62e du dix kilomètres classique, 64e du sprint libre et abandonne lors du trente kilomètres libre.
Aux Jeux olympiques d'hiver de 2010, elle est 53e du dix kilomètres libre et 58e de la poursuite.
Aux Jeux asiatiques d'hiver de 2011, elle est médaillée d'or sur le dix kilomètres libre. 
Aux Jeux olympiques d'hiver de 2014, elle est 54e du skiathlon, 51e du dix kilomètres classique et 36e du cinquante kilomètres libre.
En 2018, Lee prend part aux Jeux olympiques à Pyeongchang, où elle est originaire, prenant le 51e rang sur le dix kilomètres libre, le 57e sur le skiathlon et le 21e sur le sprint par équipes. Elle est la plus âgée de sa délégation et dispute probablement ses derniers Jeux olympiques.

## Palmarès

### Jeux olympiques d'hiver
| Épreuve / Édition      | Sprint                           | Sprint                           | 10 km                            | 10 km                            | 15 km                            | Poursuite / Skiathlon 2 × 7,5 km | 30 km   | Relais | Relais   |
| Épreuve / Édition      | libre                            | classique                        | libre                            | classique                        | 15 km                            | Poursuite / Skiathlon 2 × 7,5 km | 30 km   | Sprint | 4 × 5 km |
| JO 2002 Salt Lake City | Épreuve inexistante à cette date | 52e                              | 44e                              | Épreuve inexistante à cette date | 46e                              | 66e                              | -       | —      | -        |
| JO 2006 Turin          | 64e                              | Épreuve inexistante à cette date | Épreuve inexistante à cette date | 62e                              | Épreuve inexistante à cette date | 57e                              | Abandon | —      | -        |
| JO 2010 Vancouver      | Épreuve inexistante à cette date | —                                | 53e                              | Épreuve inexistante à cette date | Épreuve inexistante à cette date | 58e                              | -       | —      | -        |
| JO 2014 Sotchi         | —                                | Épreuve inexistante à cette date | Épreuve inexistante à cette date | 48e                              | Épreuve inexistante à cette date | 52e                              | 33e     | —      | —        |
| JO 2018 Pyeongchang    | Épreuve inexistante à cette date | —                                | 51e                              | Épreuve inexistante à cette date | Épreuve inexistante à cette date | 57e                              | -       | 21e    | —        |

Légende :
- : pas d'épreuve
- — : Non disputée par Lee

### Championnats du monde
| Épreuve / Édition        | Sprint                           | Sprint                           | 10 km                            | 10 km                            | Poursuite / Skiathlon 2 × 7,5 km | 30 km | Relais | Relais   |
| Épreuve / Édition        | libre                            | classique                        | libre                            | classique                        | Poursuite / Skiathlon 2 × 7,5 km | 30 km | Sprint | 4 × 5 km |
| Mondiaux 2005 Oberstdorf | Épreuve inexistante à cette date | —                                | 49e                              | Épreuve inexistante à cette date | -                                | -     | —      | -        |
| Mondiaux 2007 Sapporo    | Épreuve inexistante à cette date | —                                | 51e                              | Épreuve inexistante à cette date | -                                | -     | —      | -        |
| Mondiaux 2009 Liberec    | 75e                              | Épreuve inexistante à cette date | Épreuve inexistante à cette date | 63e                              | -                                | —     | -      | -        |
| Mondiaux 2011 Oslo       | 69e                              | Épreuve inexistante à cette date | Épreuve inexistante à cette date | -                                | 47e                              | —     | -      | -        |
| Mondiaux 2015 Falun      | Épreuve inexistante à cette date | 59e                              | -                                | Épreuve inexistante à cette date | 48e                              | -     | —      | —        |

### Coupe du monde
- Meilleur classement général : 84e en 2017.
- Meilleur résultat individuel : 12e.

#### Classements par saison
| Saison    | Classement général final | Classement distance | Classement sprint |
| 2016-2017 | 84e                      | 63e                 |                   |

### Jeux asiatiques
- Astana / Almaty 2011 :
  -  Médaille d'or sur le dix kilomètres.
- Sapporo 2017 :
  -  Médaille d'argent sur le dix kilomètres.
  -  Médaille d'argent sur le quinze kilomètres.
  -  Médaille de bronze en relais.